# 梭磨河
梭磨河（藏語：སོ་མོ་ཆུ་，威利转写：so mo chu），大渡河的支流之一，发源于四川省红原县，流经马尔康县的马尔康镇等地。梭磨峽谷為著名的旅遊景點，峽谷全長60公里，平均寬度不到500公尺。

## 參看
- 梭磨峽谷